# Gianluigi Donnarumma
Gianluigi Donnarumma (Castellammare di Stabia, Italia, 25 de febrero de 1999) es un futbolista italiano que juega de portero en el Paris Saint-Germain Football Club de la Ligue 1. Es internacional absoluto con la selección de fútbol de Italia.

## Trayectoria

### A. C. Milán

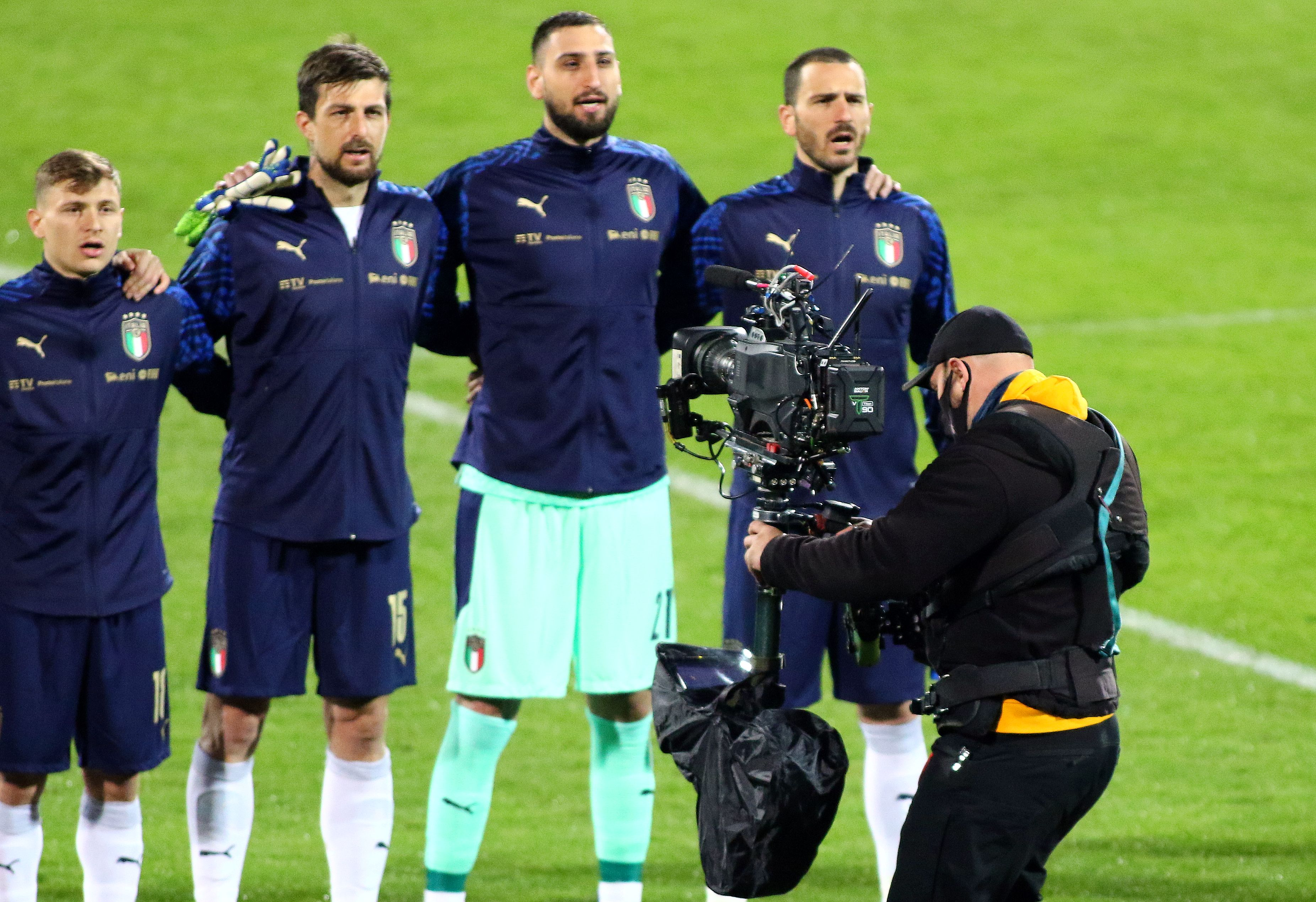
Donnarumma en un partido con la selección italiana

Después de un breve paso por las divisiones inferiores del A. C. Milan, Donnarumma llegó al primer equipo en la segunda mitad de la temporada 2014-15, mientras Diego López luchaba por quitarle la titularidad a Christian Abbiati. 
Debutó en un partido de pretemporada contra el Real Madrid que terminó 0:0. En la tanda de penaltis, Donnarumma le atajó el disparo a Toni Kroos, pero falló un penalti que fue detenido por Kiko Casilla, lo que acabó dándole la victoria al equipo español. Unas semanas más tarde tuvo la oportunidad de atajar otra tanda, esta vez contra la U. S. Sassuolo Calcio en un partido amistoso por el Trofeo TIM. Donnarumma atajó dos penales y el A. C. Milan ganó por 5:4.
En la temporada 2015-16, con tan solo dieciséis años de edad, consiguió ganarse la titularidad debido a su gran rendimiento, por lo que Diego López pasó a ser portero suplente. Donnarumma finalizó la temporada con treinta partidos de Serie A, en los que permitió veintinueve goles.
El 23 de diciembre de 2016, el Milan le ganó la Supercopa de Italia a la Juventus de Turín, en un partido donde Donnarumma le atajó un tiro decisivo a Paulo Dybala en la tanda de penales, después de empatar 1:1 en 120 minutos de juego.
A pesar de ser pretendido por clubes como París Saint-Germain y Real Madrid, en julio de 2017 renovó su contrato con el A. C. Milan hasta el 30 de junio de 2021. Al mismo tiempo, el club anunció el fichaje de su hermano, Antonio. En mayo de 2021 se dio a conocer que abandonaba el club por no llegar un acuerdo para la renovación de su contrato que expiraba el 30 de junio.

### París Saint-Germain
El 14 de julio de 2021, tras haber ganado unos días atrás la Eurocopa, firmó con el París Saint-Germain F. C. por cinco años.  Rápidamente se afianzó como arquero titular del primer equipo, ganando competiciones como la Ligue 1 o la Copa de Francia en repetidas ocasiones.
En 2025, ganó su primer título internacional a nivel clubes, la Liga de Campeones de la UEFA, venciendo al Inter de Milán. 
El 12 de agosto de 2025, se anunció que Donnarumma dejaría el PSG debido a desacuerdos con Luis Enrique.

## Selección nacional
Se convirtió en el futbolista más joven en debutar con la selección sub-21 de Italia con 17 años y 28 días.
En agosto de 2016 se convirtió en el futbolista más joven en ser convocado por la selección italiana (con 17 años, 6 meses y 2 días) desde 1910, cuando Rodolfo Giovannelli fue llamado a los dieciséis años. El guardameta debutó con la squadra azzurra el 1 de septiembre con tan solo 17 años, 6 meses y 7 días en una derrota 3:1 ante Francia.
El 4 de junio de 2021 fue convocado para participar en la Eurocopa 2020. Italia llegó a la final y se llevó el título después de superar a Inglaterra en una tanda de penaltis en la que le paró el último lanzamiento a Bukayo Saka. Tras el encuentro fue nombrado mejor jugador de la competición.
Durante el torneo contribuyó a que Italia lograra superar el récord de más minutos seguidos sin encajar un gol, dejando la cifra en 1168 minutos.

### Participaciones en Eurocopas
| Copa          | Sede     | Resultado        | Partidos | Goles recibidos |
| ------------- | -------- | ---------------- | -------- | --------------- |
| Eurocopa 2020 | Europa   | Campeón          | 7        | 4               |
| Eurocopa 2024 | Alemania | Octavos de final | 4        | 5               |

## Estadísticas

### Clubes
Actualizado al último partido disputado el 13 de julio de 2025.
| A. C. Milan · Italia                  | 1.ª           | 2015-16       | 30  | 29  | 1  | 1  | —  | —  | 31  | 30  |
| A. C. Milan · Italia                  | 1.ª           | 2016-17       | 38  | 45  | 3  | 4  | —  | —  | 41  | 49  |
| A. C. Milan · Italia                  | 1.ª           | 2017-18       | 38  | 42  | 4  | 4  | 11 | 9  | 53  | 55  |
| A. C. Milan · Italia                  | 1.ª           | 2018-19       | 36  | 31  | 3  | 1  | 0  | 0  | 39  | 32  |
| A. C. Milan · Italia                  | 1.ª           | 2019-20       | 36  | 42  | 3  | 3  | 0  | 0  | 39  | 45  |
| A. C. Milan · Italia                  | 1.ª           | 2020-21       | 37  | 38  | 0  | 0  | 11 | 16 | 48  | 54  |
| A. C. Milan · Italia                  | Total club    | Total club    | 215 | 227 | 14 | 13 | 22 | 25 | 251 | 265 |
| París Saint-Germain F. C. Francia     | 1.ª           | 2021-22       | 17  | 17  | 2  | 0  | 5  | 6  | 24  | 23  |
| París Saint-Germain F. C. Francia     | 1.ª           | 2022-23       | 38  | 41  | 2  | 2  | 8  | 10 | 48  | 53  |
| París Saint-Germain F. C. Francia     | 1.ª           | 2023-24       | 25  | 20  | 5  | 3  | 12 | 15 | 42  | 38  |
| París Saint-Germain F. C. Francia     | 1.ª           | 2024-25       | 24  | 25  | 1  | 0  | 22 | 18 | 47  | 43  |
| París Saint-Germain F. C. Francia     | Total club    | Total club    | 104 | 103 | 10 | 5  | 47 | 49 | 161 | 157 |
| Total carrera                         | Total carrera | Total carrera | 319 | 330 | 24 | 18 | 69 | 74 | 412 | 422 |
| (1) Hace referencia a goles recibidos |               |               |     |     |    |    |    |    |     |     |

## Palmarés

### Títulos nacionales
| Título               | Club                      | País    | Año     |
| -------------------- | ------------------------- | ------- | ------- |
| Supercopa de Italia  | A. C. Milan               | Italia  | 2016    |
| Ligue 1              | París Saint-Germain F. C. | Francia | 2021-22 |
| Supercopa de Francia | París Saint-Germain F. C. | Francia | 2022    |
| Ligue 1              | París Saint-Germain F. C. | Francia | 2022-23 |
| Supercopa de Francia | París Saint-Germain F. C. | Francia | 2023    |
| Ligue 1              | París Saint-Germain F. C. | Francia | 2023-24 |
| Copa de Francia      | París Saint-Germain F. C. | Francia | 2023-24 |
| Supercopa de Francia | París Saint-Germain F. C. | Francia | 2024    |
| Ligue 1              | París Saint-Germain F. C. | Francia | 2024-25 |
| Copa de Francia      | París Saint-Germain F. C. | Francia | 2024-25 |

### Títulos internacionales
| Título                       | Equipo                    | Sede   | Año     |
| ---------------------------- | ------------------------- | ------ | ------- |
| Eurocopa                     | Selección de Italia       | Europa | 2020    |
| Liga de Campeones de la UEFA | Paris Saint-Germain F. C. | Múnich | 2024-25 |
| Supercopa de Europa          | Paris Saint-Germain F.C.  | Údine  | 2025    |

### Distinciones individuales
| Distinción                             | Año  |
| -------------------------------------- | ---- |
| Mejor Guardameta de la Serie A         | 2020 |
| Mejor Guardameta de la Serie A         | 2021 |
| Mejor jugador de la Eurocopa           | 2020 |
| Trofeo Yashin                          | 2021 |
| Incluido en el FIFA/FIFPro World XI    | 2021 |
| Mejor portero del mundo según la IFFHS | 2021 |
| Mejor portero de la Ligue 1            | 2022 |
| Equipo del año en la Ligue 1           | 2022 |
| Mejor portero de la Ligue 1            | 2024 |
| Equipo del año en la Ligue 1           | 2024 |

## Vida personal
Donnarumma nació en Castellammare di Stabia en la provincia de Nápoles, hijo de Alfonso y Marinella. Su hermano mayor, Antonio Donnarumma, también pasó por la cantera del Milan como portero. Desde niño, ha apoyado al Milán, aunque creció idolatrando a Gianluigi Buffon.
En julio de 2023, Donnarumma y su pareja fueron atacados en su casa de París durante un robo.